# 彩云兜兰
彩云兜兰（学名：Paphiopedilum wardii），为兰科兜兰属下的一个植物种。